# Torontál
Het comitaat Torontál   was een historisch comitaat in het zuiden van het koninkrijk Hongarije. Dit comitaat bestond vanaf de 14e eeuw tot 1923 in zijn historische context. Echter heeft het tijdens de Turkse bezetting in een andere vorm bestaan en pas weer rond 1779 heropgericht, weer verdwenen tussen 1849 en 1860 en bestond daarna tot 1918, toen de Banater Republiek werd uitgeroepen. Het was gelegen in de Banaat. Van dit historisch comitaat liggen de oostelijke gebieden, tegenwoordig in Roemenië en het Westen in Servië, meer specifiek in Vojvodina, op een klein stuk in de nabijheid van Belgrado na, dat deel uit maakt van Centraal-Servië. In de 16e eeuw, tijdens de bezetting van het Ottomaanse Rijk, werd het gebied Eyalet Temeşvar genoemd, vormde daar het westelijke deel van  en tussen 1718 en 1778 was het een kroondomein van de Habsburgers, genaamd Temesbanaat. Tussen 1849 en 1860 werd het gebied, een nieuw Oostenrijks kroonland, om de Hongaren te straffen voor de Hongaarse Revolutie van 1848, genaamd Vojvodschap Servië en Temesbanaat.

## Ligging

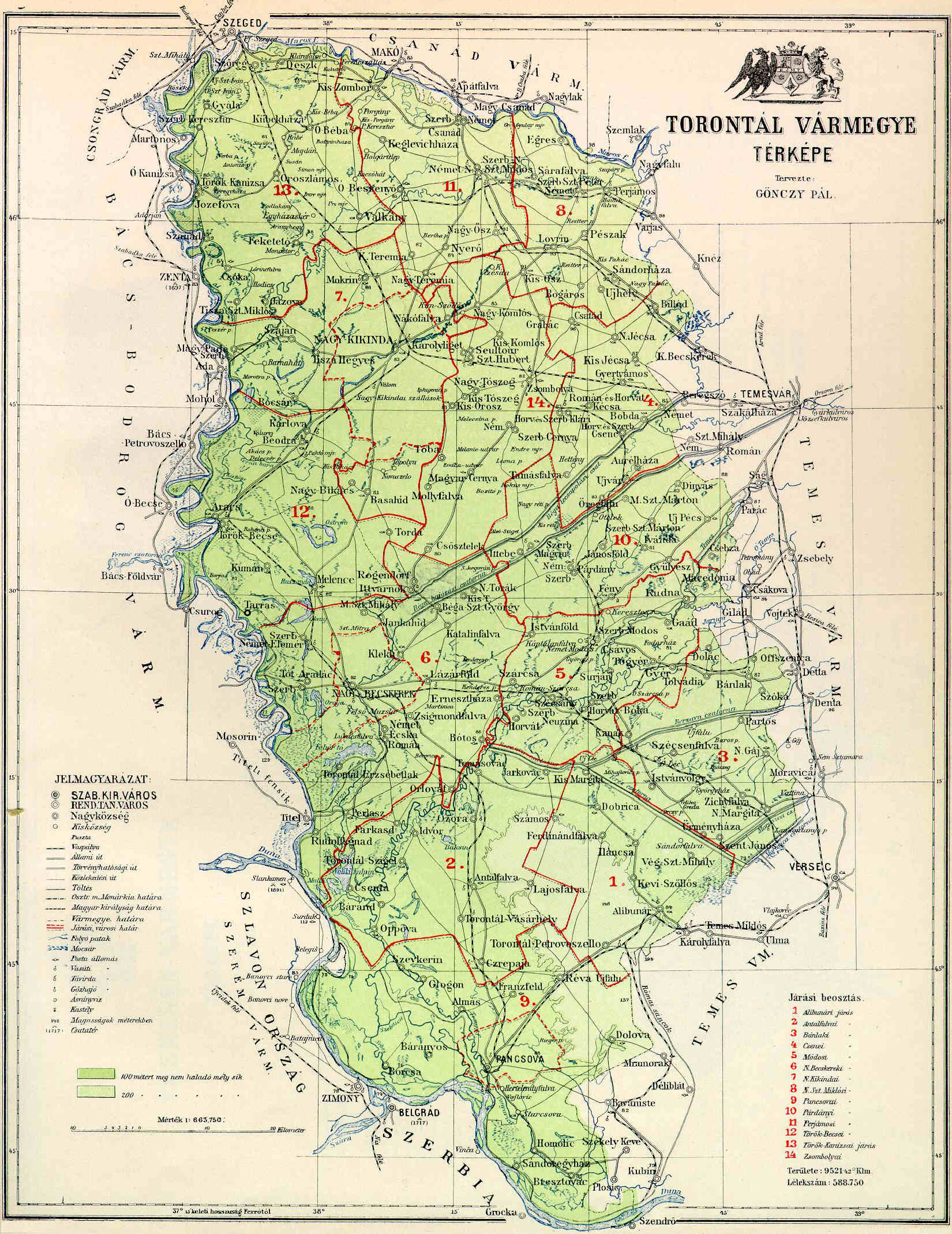
Kaart van het Comitaat Torontál in 1890

Het comitaat grensde aan het Kroatische-Slavonische comitaat Syrmië, de Hongaarse comitaten Bács-Bodrog, Csongrád (historisch comitaat), Csanád, Arad (comitaat),Temes (comitaat) en het koninkrijk Servië. De Mureș (rivier) / Maros / Mieresch vormde de noordelijke grens, de Donau  de zuid- en zuidwestgrens en de Tisza / Theiß / Tisa de westgrens. Het had vlak landschap, wegens de  rivierdalen van de verschillende rivieren. In het gebied lagen ook enkele meren en begonnen er enkele rivieren, aan de oostzijde van het comitaat.

## Districten
| Stoeldistrict   | Hoofdplaats                                                      |
| --------------- | ---------------------------------------------------------------- |
| Alibunár        | Alibunár , tegenwoordig Alibunar                                 |
| Antalfalva      | Antalfalva , het huidige Kovačica / Kowatschitza                 |
| Bánlak          | Bánlak, het huidige Banloc / Banlok                              |
| Csene           | Csene , het huidige Cenei / Tschene                              |
| Módos           | Módos , het huidige Jaša Tomić                                   |
| Nagybecskerek   | Nagybecskerek, het huidige Zrenjanin / Großbetschkerek           |
| Nagykikinda     | Nagykikinda , het huidige Kikinda / Großkikinda                  |
| Nagyszentmiklós | Nagyszentmiklós, het huidige Sânnicolau Mare / Großsanktnikolaus |
| Pancsova        | Pancsova, het huidige Pančevo / Pantschowa                       |
| Párdány         | Párdány , het huidige Međa / Pardan                              |
| Perjámos        | Perjámos , het huidige Periam / Perjamosch                       |
| Törökbecse      | Törökbecse, het huidige Novi Bečej / Neu-Betsche                 |
| Törökkanizsa    | Törökkanizsa, het huidige Novi Kneževac / Türkisch-Kanizsa       |
| Zsombolya       | Zsombolya, het huidige Jimbolia / Hatzfeld                       |
| Stadsdistrict   |                                                                  |
| Pancsova        | Pancsova, het huidige Pančevo / Pantschowa                       |
| Nagybecskerek   | Nagybecskerek , het huidige Zrenjanin / Großbetschkerek          |
| Nagykikinda     | Nagykikinda, het huidige Kikinda / Großkikinda                   |

De westelijke districten liggen tegenwoordig  in Servië en de oostelijke gebieden liggen in Roemenië. De Roemeense deelgebieden zijn Bánlak / Banloc / Banlok  , Csene / Cenei / Tschene , Nagyszentmiklós / Sânnicolau Mare / Großsanktnikolaus , Perjámos / Periam / Perjamosch en Zsombolya / Jimbolia / Hatzfeld. 
Een aantal kleinere gebieden van de historische stoeldistricten maken tegenwoordig deel uit van het Hongaarse comitaat Csongrád-Csanád, dit zijn delen van Perjámos en Törökkanizsa